# Adam Mair
Adam Mair (* 15. Februar 1979 in Hamilton, Ontario) ist ein ehemaliger kanadischer Eishockeyspieler und derzeitiger -trainer, der im Verlauf seiner aktiven Karriere zwischen 1995 und 2012 unter anderem 650 Spiele für die Toronto Maple Leafs, Los Angeles Kings, Buffalo Sabres und New Jersey Devils in der National Hockey League auf der Position des rechten Flügelstürmers bestritten hat. Seinen größten Karriereerfolg feierte Mair im Trikot der kanadischen U20-Nationalmannschaft mit dem Gewinn der Silbermedaille bei der U20-Junioren-Weltmeisterschaft 1999.

## Karriere
Mair war von 1995 bis 1999 für die Owen Sound Platers in der Ontario Hockey League aktiv, nachdem er zuvor in der OJHL-B in Ohsweken gespielt hatte. Beim NHL Entry Draft 1997 wurde er von den Toronto Maple Leafs in der vierten Runde an 84. Stelle ausgewählt.
In den Stanley-Cup-Playoffs 1999 wurde er als OHL-Spieler für fünf Spiele in den Kader der Maple Leafs berufen und absolvierte ebenfalls drei Playoff-Spiele in der American Hockey League bei den St. John’s Maple Leafs. Den Großteil der folgenden Spielzeit verbrachte Mair in St. John’s und wurde acht Mal in der NHL eingesetzt. Sein erstes Tor in der NHL erzielte der Kanadier Ende November 2000 gegen die Washington Capitals. Kurz vor der Trade Deadline im März 2001 wurde Mair gemeinsam mit einem Zweitrunden-Wahlrecht im NHL Entry Draft 2001 im Tausch gegen Aki-Petteri Berg zu den Los Angeles Kings transferiert.
Während der Saison 2001/02 ging Mair in 18 Spielen für die Kings aufs Eis, außerdem spielte er 27 Spiele in der AHL für die Manchester Monarchs, den Rest der Saison verpasste er verletzungsbedingt. Im Sommer 2002 entschieden sich die Kings, Mair gemeinsam mit einem Fünftrunden-Wahlrecht im NHL Entry Draft 2003 im Tausch gegen Erik Rasmussen zu den Buffalo Sabres zu transferieren. Nach diesem Wechsel spielte Mair im Verlauf seines Engagements in Buffalo nie in der AHL, sondern stand immer im NHL-Kader der Sabres. Dabei war die Saison 2003/04 seine beste, als er in 81 Spielen sechs Tore und 14 Assists erzielte. Bis zum Saisonende 2009/10 war er meist durchgehend Stammspieler bei den Sabres. Im Oktober 2010 unterschrieb er einen Vertrag bei den New Jersey Devils, nachdem er zuvor am Trainingslager und der Saisonvorbereitung der Devils teilgenommen hatte.
Nach Ablauf seines Kontrakts im Sommer 2011 war der Kanadier zunächst vereinslos, ehe er für die Saison 2011/12 einen Vertrag bei den Springfield Falcons aus der American Hockey League unterzeichnete. Zuvor hatte der Stürmer erfolglos an der Saisonvorbereitung der Philadelphia Flyers teilgenommen, allerdings ohne sich für ein Engagement zu empfehlen. Im Sommer 2012 beendete er schließlich seine Karriere im Alter von 33 Jahren und wurde zum Director of Player Development des Canisius College ernannt, das im Spielbetrieb der National Collegiate Athletic Association teilnahm. Er schied nach einem Jahr aus dem Amt aus, ehe er im Sommer 2015 als Entwicklungstrainer von seinem Ex-Team Buffalo Sabres unter Vertrag genommen wurde.

### International
Adam Mair wurde zum Mannschaftskapitän der kanadischen U20-Nationalmannschaft ernannt, die sein Heimatland bei der U20-Junioren-Weltmeisterschaft 1999 vertrat und eine Silbermedaille gewann. In sieben Turnierspielen erreichte er zwei Scorerpunkte.

## Erfolge und Auszeichnungen
- 1999 Silbermedaille bei der U20-Junioren-Weltmeisterschaft

## Karrierestatistik

### International
Vertrat Kanada bei:
- U20-Junioren-Weltmeisterschaft 1999

(Legende zur Spielerstatistik: Sp oder GP = absolvierte Spiele; T oder G = erzielte Tore; V oder A = erzielte Assists; Pkt oder Pts = erzielte Scorerpunkte; SM oder PIM = erhaltene Strafminuten; +/− = Plus/Minus-Bilanz; PP = erzielte Überzahltore; SH = erzielte Unterzahltore; GW = erzielte Siegtore; 1 Play-downs/Relegation; Kursiv: Statistik nicht vollständig)